# Thomas Hagan
Thomas Hagan (Estados Unidos, 16 de marzo de 1941) es un exmiembro de la Nación del Islam que asesinó a Malcolm X en 1965. Durante un tiempo también fue conocido por el nombre de Talmadge X Hayer, y también por su nombre islámico Mujahid Abdul Halim (Árabe: مجاهد عبد الحليم).

## Asesinato de Malcolm X
Cuando Malcolm X recibió un disparo el 21 de febrero de 1965 en el salón de baile Audubon en Washington Heights, Manhattan, Nueva York, Hagan recibió un disparo en la pierna de uno de los guardaespaldas de Malcolm X mientras intentaba huir del edificio. Obstaculizado por su herida de bala, Hagan fue agarrado por varios miembros de la multitud que presenciaron el tiroteo y lo golpearon antes de que llegaran los agentes de policía y arrestaran a Hagan en el lugar. Más tarde confesó el crimen, pero dijo que Thomas Johnson (Khalil Islam) y Norman 3X Butler (Muhammad Abdul Aziz), dos sospechosos arrestados en un momento posterior, no estuvieron involucrados en el asesinato.
Hagan hizo una declaración jurada en 1977, donde declaró que había planeado el tiroteo con otras cuatro personas (Johnson y Butler no estaban entre ellos) para buscar venganza por la crítica pública de Malcolm X a Elijah Muhammad y la Nación del Islam. Dijo que uno de sus cómplices [también conocido como William 25X Bradley] distrajo a los guardaespaldas de Malcolm X al iniciar una discusión sobre que le habían robado la cartera. Cuando los guardaespaldas se dirigieron hacia la distracción y se alejaron de Malcolm X, un hombre con una escopeta se le acercó y le disparó en el pecho. Después de eso, el propio Hagan y otro de sus cómplices dispararon varias veces a Malcolm X con pistolas semiautomáticas.

## Vida posterior
Hagan, Butler y Johnson recibieron sentencias de entre 20 años y cadena perpetua en 1966. Durante su tiempo en prisión, Hagan obtuvo títulos de licenciatura y maestría; solicitó la libertad condicional 16 veces, pero se le denegó cada vez. Butler fue puesto en libertad condicional en 1985 y Johnson en 1987. A partir de 1988, Hagan estuvo en un programa de libertad condicional, que le permitió buscar trabajo fuera de la prisión. Le exigían que pasara solo dos días a la semana en el Lincoln Correctional Facility, una instalación de mínima seguridad en Manhattan. Durante el resto de la semana, se le permitía quedarse con su esposa e hijos. Entre otros lugares, trabajó en el Crown Heights Youth Collective, como consejero en un refugio para personas sin hogar en Wards Island y en un restaurante de comida rápida. A Hagan se le concedió la libertad condicional en marzo de 2010 y fue liberado de prisión a fines de abril.
En 2021, Hagan expresó su apoyo a la anulación de las condenas de Thomas Johnson y Norman 3X Butler, coincidiendo con sus afirmaciones originales de que no estaban involucrados en el asesinato de Malcolm X.
Hagan sigue siendo un musulmán practicante, pero ha abandonado la Nación del Islam, ya que ya no está de acuerdo con su ideología. Ha expresado "arrepentimiento y dolor" por haber disparado a Malcolm X.

## Lectura adicional
- Peter Louis Goldman: The Death and Life of Malcolm X. University of Illinois Press 1979, ISBN 0-252-00774-3, pp. 273–274 (online copy, p. 273, en Google Libros)

- Datos: Q994885